# 爆笑問題
爆笑問題（ばくしょうもんだい）は、タイタン所属のお笑いコンビ。1988年結成。略称は、爆問、爆笑（さん）など。

## メンバー
太田 光（おおた ひかり、1965年5月13日 - ）（60歳）
ボケ・ネタ作り担当、立ち位置は向かって右。
埼玉県ふじみ野市出身。
田中 裕二（たなか ゆうじ、1965年1月10日 - ）（60歳）
ツッコミ・リーダー担当、立ち位置は向かって左。
東京都中野区出身。

## 芸歴
- 日本大学芸術学部（日芸）演劇学科の在学中に出会い、中退後の1988年3月にコンビを結成。
- コンビ結成以前、1984年に演劇ユニット『クレイジードッグス』というユニットに2人で参加していた時期があった。後にユニットは解散したため、爆笑問題を結成することになる。
- 暦年の年齢は同じだが田中の方が早生まれであるため、1学年上となっている。太田は大東文化大学第一高等学校から現役で、田中は東京都立井草高等学校から一浪で日芸の演劇学科に合格して同期生となる。
- 渡辺正行主催のラ・ママ新人コント大会でデビュー、その場で太田プロにスカウトされる。1988年7月12日放送の深夜番組『笑いの殿堂』（フジテレビ）でテレビデビュー。以降順調にレギュラーを増やし、ビートたけし退所後の太田プロのイチ押しの存在となる。ショートコント全盛の時代に、「進路指導室」「東京の不動産屋」などの作り込まれたコントで注目を集めるが、次第に漫才を主体とするようになる。太田の毒に満ちたボケと田中のストレートなツッコミという正統的漫才で人気を集めた。
- 1990年に太田プロから独立し「スパイシーフルーツ」へ所属。爆笑問題をスカウトした担当マネージャーから独立を唆されたのと、プロデューサーからもっとマイルドにした方がいいと指示されるなど自らがやりたい仕事をやりたかったことが挙げられている[2]。しかしこの独立は一方的に辞める形だったため太田プロの怒りを買い、一時的に仕事がなくなりテレビからも姿を消す[3]。このことで、「ブレイク前に将門の首塚にドロップキックをしたことがあり、そのせいでしばらくの間まったく仕事が来なかった」という噂を生んだ。ただし、所属事務所の社長で太田の妻・太田光代は「テレビ番組の企画で、太田が首塚に失礼なこと」をした事実は認めているが、伝説との関係は否定している[4]。当時のことについては「自分たちが全面的に悪かった」「面白ければ仕事がなくなることはないだろうと思っていた」と語っている[5]。またこの時期、田中は主にコンビニエンスストア（ミニストップ）のアルバイトで、太田は妻の太田光代のアルバイトやパチンコ・パチスロでの稼ぎで生計を立てていた。太田は暗算が非常に苦手で、レジのバイトをすると客から苦情を言われないようにと釣銭を多く渡すなどまともにアルバイトせず、借金取りから逃げるために居留守を使う目的で家に引き篭りファミコン漬けの日々だった。また、田中が売れ残ったコンビニ弁当を届ける際にも顔を出さなかった[6]。一方の田中は実家に住んでいたため生活に困る事はなく、アルバイトの方も「このまま社員にならないか」と声をかけられるほどの仕事ぶりであった。しかし、3年間全く仕事がなかったわけではなく、テレビは事務所の力関係のないNHKとテレビ東京[注釈 1]の番組への出演が中心となり[7]、俳優業なども行いオムニバスドラマ番組『悪いこと』（フジテレビ・共同テレビ）では脚本（太田）・出演（太田、田中）、オムニバス映画『バカヤロー!4』（森田芳光プロデュース）の中の1本では監督（太田）を務めた。また、お笑い活動では営業として数多くの予餞会でネタを披露した。自称「日本一予餞会に出た芸人」。
- 1993年に自らの芸能事務所「タイタン」を設立[注釈 2]。社長には元芸人で太田の妻の太田光代が就き、同年NHK新人演芸大賞を受賞。1994年には、『GAHAHAキング 爆笑王決定戦』（テレビ朝日系）で10週勝ち抜き初代チャンピオンになり再ブレイクのきっかけを果たした。『タモリのSuperボキャブラ天国』（フジテレビ系）の「ボキャブラ発表会 ザ・ヒットパレード」に出演。この番組でネプチューン、海砂利水魚をはじめとする当時キャブラーと呼ばれた若手芸人たちの出世頭となり、再ブレイクのきっかけをつかむ。『黄金ボキャブラ天国』では初代名人に。当時のキャッチフレーズは「不発の核弾頭」。
- 普段のネタは太田が書いているが、『ボキャブラ』のネタは田中がほとんど書いていた。そもそも田中が作っていたのはダジャレの部分だけで、そのダジャレを際立たせるコント部分は太田が作っていた。
- 2008年、コンビ結成20周年。2月発売の『Quick Japan』76号（太田出版）に吉田豪によるロングインタビューが掲載。また、テレビ朝日系で同年6月25日・26日に「爆笑問題結成20周年記念 2夜連続特別企画」として、『今すぐ使える豆知識 クイズ雑学王』及び『爆笑問題の検索ちゃん』の2時間特番が放送された。
- 2018年にコンビ結成30周年。それを記念して8月30日・31日・9月1日の3日間開催された単独ライブ『O2-T1』では漫才を一切行わず太田の脚本によるストーリー性のある5つのコントのみで構成。「病院の待合室」「数字男」「二人の兵士」「医者と患者」「爆チュー問題」が披露され、それぞれ別個のコントでありながら一つ一つがストーリーとして繋がっていくスタイルを採用した[9][10]。

## 受賞歴
- 1993年：NHK新人演芸大賞受賞[11]
- 1994年：GAHAHAキング 爆笑王決定戦10週勝ち抜き初代チャンピオン
- 1994年：日本映画プロフェッショナル大賞・新人奨励賞を太田光が受賞
- 1997年：国立演芸場花形演芸会 銀賞受賞
- 1998年：国立演芸場花形演芸会 金賞受賞
- 1998年：ゴールデン・アロー賞芸能賞受賞
- 1999年：浅草芸能大賞新人賞受賞
- 2000年：国立演芸場花形演芸会 審査員特別賞受賞
- 2000年：笑芸人大賞 銀賞受賞、ちなみに金賞はビートたけし
- 2001年：国立演芸場花形演芸会 特別大賞受賞
- 2003年：リスクコンサルタントオブザイヤー 特別賞受賞
- 2006年：万年筆が似合う著名人 芸能・ファッション部門を太田光が受賞
- 2006年：芸術選奨文部科学大臣賞放送部門受賞[11]
放送部門のバラエティージャンルからは史上初の受賞となった。理由は「タモリ、たけし、さんま、所の存在が圧倒的な中、10年以上もポジションを得て常に成長しながら抜群の安定感を見せている」とのことである。この受賞は、受賞発表の直前に急逝した久世光彦の強い推薦によるものという。2人が進行するテレビ番組『爆笑問題のススメ』（札幌テレビ・日本テレビ系、2005年12月10日深夜）に久世光彦がゲスト出演したことがきっかけで、久世が「あの2人にあげればいいじゃないか」と言い切ったといわれる。また、この時同時に芸術選奨文部科学大臣賞を受賞した人物に画家の和田義彦がいるが、その後和田は盗作疑惑で世間の耳目を集めることとなる。この盗作に関する一連のテレビ報道において使用された受賞者が正装して勢揃いした映像では、和田のすぐ後ろに爆笑問題の2人が立っている。
- 2007年：ゆうもあ大賞を太田光が受賞
- 2008年：日本大学藝術学部 日藝賞受賞[11]
- 2012年：喜劇人大賞特別賞受賞
- 2020年：第57回ギャラクシー賞ラジオ部門DJパーソナリティ賞受賞[12][13][14][15][16]
- 2020年：浅草芸能大賞奨励賞受賞

## エピソード

### 大学時代
2人の出会いは日本大学芸術学部の試験会場であり、試験会場で試験官を茶化していた太田を見た田中は「関わり合いになりたくない」と思っていた（とはいえ田中は、どうせ合格出来ないだろうと思い、試験当日は直前まで草野球をしていたため、野球のユニフォームを着て受験に臨んでいた）。入学後、大学のトイレで再会し、「こいつも合格していたのか」と思い太田に話しかけた所、太田は受験会場の様子とは全く違い、律儀な受け答えをしていた。また、太田が入学後の最初の授業でも騒いで他の生徒達を盛り上げたが、田中はその雰囲気に乗らなかった。また、お互いにサザンオールスターズのファンということも仲良くなるきっかけの一つだったため、田中は「サザンがいなかったら? おそらく爆笑問題は誕生していないですね。まず太田と仲良くなってたかどうかが危ういんで。友だちの延長上に爆笑問題がありました」と語っている。
日本大学芸術学部時代の取得単位は、2人合わせて17単位だった。しかも太田は2単位しかとっておらず、そのうち1つはスキー合宿の参加者全員にもらえる単位だった。太田は後に、日芸の教授を「俳優になろうとしてなれなかった奴らの溜まり場。俳優を育てようなんてなんも思っちゃいない」と批判しては、講義を欠席していた。
元マネージャーは2人の同級生で、18歳の時から30年近い付き合いだった。

### プライベート
プライベートでは田中は太田を「光」と呼び、太田は田中を「小僧」と呼ぶ。田中が仕事のときに太田を「太田さん」と呼ぶのは仕事とプライベートの区切りをつけるためであり、太田が田中を「小僧」と呼ぶのは、「田中」では誰のことかわからないと感じているため。
また、お互いはごく近所に暮らしている（太田は「田中がこっちに引っ越してきたんだ」と冗談として言い、田中は「お前が俺の生まれ故郷（東京）にやってきたんだろ」と突っ込むやりとりをする事が多い）。
2人ともSNSなどを利用しておらず、太田に至っては携帯電話を所有していないため「やる理由がない」と述べている。
2人とも自動車の運転免許を持っていない。田中は過去に免許取得を検討していたが光代社長の反対によって断念している。また、太田は大学時代にバイクの免許及びホンダ・VT250Zを持っていたが自損事故を起こしている。
運転免許が無いため移動の際は事務所が送迎車を用意しており、両者とも一日の全ての仕事が終了すると自宅へ直帰する。
2人とも酒が飲めない。
2人のプライベートでの生活態度・習慣及び光代の危機管理能力が功を奏し、後述の通り多くの仕事のオファーを引き受けている。

### 嗜好
2人とも猫好きであるが、ペットのかわいがり方は異なり、溺愛する田中に対して太田はほとんど構わない。そのため互いの猫の性格も違い、来客にまとわりつくような田中家の猫に対して、太田家の猫は来客には絶対に近寄らない。
2人は佐野元春とサザンオールスターズの話題になると、必ずどちらの方がより良いファンかと張り合っている。

### 芸能活動
コンビ名の由来はラテ欄でよく使用されるフレーズ「爆笑」と、本屋でたまたま「問題実話」と言う本を目にした際、タイトルに「問題」と入れていたことが印象に残っていたことから太田が命名。また、カタカナ名のコンビが多いため目立とうとしたのも理由の一つであることが太田の自伝『カラス』（小学館）に記されている。「カラス」は一時期コンビ名を変えようと考えていた時、候補に上がっていた言葉である。前述の通り、コンビの（名目上の）リーダーは田中であるが、それを決めたのは太田である。
「進路指導室」などのような過激な内容のコントをやっていた頃は「爆笑問題は使えない、テレビじゃ危なすぎる」といった風潮が業界にあったといい、太田は当時の事を「若いからこれで世の中変えてやるみたいな、そんな意識があった」と回想している。
漫才を始めた当初は時事ネタはツカミとしてやっていた程度で、メインは「もしも○○が××だったら？」（例として「もしも、冬が寒くなってくるんじゃなくて、臭くなってくるとしたら」「もしも夏になると痛くなるとしたら」など）といった内容のものだった。
テレビ番組（2000年代ごろより司会・MCが主）・ラジオ番組のレギュラーを多数抱えるが、タイタンの定期ライブ（タイタンライブ、隔月開催）や雑誌の連載、本の出版などもこなしている。漫才のネタは主に太田が作っている（田中はツッコミを多少考える程度で、大半の田中のツッコミは太田が考える）。現在は時事ネタを題材としたものが目立ち、硬軟幅広くネタを取り入れ、ナンセンス性と毒が入り乱れたものが中心となっている。太田は時事ネタを扱うのは「政治を茶化したいという意識ではなく、ニュースを題材にする事が効率が良かっただけ」「そうしたことに触れないでコントを作るのが難しい」「割と安易な道なんです」「笑わせることしか考えてないです。我々の漫才の中にメッセージなんか、何もない（笑）。時事問題と言っても、風刺でも何でもないですから。旬のネタに対して、どれだけ変なことが言えるかというのをやっているだけ。基準はとにかく、どれだけ笑えるかということでしかないです」と述べている。そのため、ネタの一部分だけを切り取って評価されたり批判されたりする事には否定的な考えを示している。また、太田は2017年のインタビューで自身のDVD「2017年度版 漫才 『爆笑問題のツーショット』」の出来栄えを「時事ネタを話題にはしているけれど、ボクらの漫才は1個も社会風刺してないことがわかるよ」と改めてアピールしている。タイタンライブでは2023年現在も毎回新ネタを下ろしており、同じタイタン所属のキュウは「超現役の漫才師」「僕らだけでなく所属芸人全員に影響を与えている」と尊敬の意を表している。
ネタの中には逮捕された人物や、世間を騒がせた人物も登場するが、その出来事から何十年と経過していることがしばしばあるため、田中から「もうそれは忘れてやれよ」と突っ込まれることも多い。ネタを使いまわすことについて太田は「噛めば噛むほど面白いし、何度噛んでも味が出る」と述べている。また、たびたび失言をする太田が漫才や雑誌の連載で他人の失言について批判したりボケたりすると、田中から「日頃から失言しているお前に言われたくない」と突っ込まれることもよくある。
〆さばやナイツのように時事ネタを得意とする芸人が同じライブや番組に出演する際は事前にネタが被らないように本人達と打ち合わせを行っている。
古舘伊知郎は太田のボケを「あたかも意味のある興味深いトークをしているようで、どこまで意味があるの?っていう思いが募った時に、完全にその意味のあるテレビサイズのトークを無意味化する。これって気持ちいいんですよ」と評している。
お笑い評論家ラリー遠田は、太田のボケには「シンプルボケ」「毒舌ボケ」「ナンセンスボケ」という3つの種類が存在すると評しており、とくに「ナンセンスボケ」については爆笑問題の漫才の隠し味になっているとし、「毒舌ボケ」よりも高く評価している。
芸能人の活動の中心がテレビとなっている中、太田は「ラジオで笑いが取れる芸人になりたい」と、漫才への思いを表している。漫才のネタ作りは田中がスクラップした新聞記事を太田が読んでボケて行き、田中はそれに対してツッコミをいれつつネタを書き留めていく手法をとる。そのことから太田は田中のことを「書記」と指した事がある。また、この作業は太田家のリビングで行われる。
ダジャレネタがメインの『ボキャ天』では、主に田中がネタを考えていた。これは太田にダジャレのセンスが全くなく、収録で太田のネタで「王貞治」を「おさだはるこ」と変えたが、意味不明なために没になったということがあった。その時のことをBOOMERが目撃している。しかしそれを際立たせるコント部分は太田が作っているため、田中は事実上ダジャレの部分しか考えていない。『水着でKISS ME』（テレビ東京）では交互に主演し、毎回ベッドシーンを演じていた。また、テレビなどの出演がほとんどなかった時代には、太田が書いた脚本を同期のホンジャマカが演じたこともあった。
1999年4月から2006年3月にかけて、『ポンキッキーズ』（フジテレビ系）に、ネズミの着ぐるみキャラクター「爆チュー問題」としてレギュラー出演し、人気を得る。2006年5月から2016年12月までは『空飛ぶ!爆チュー問題』として独立番組となり、CS放送・フジテレビワンツーネクスト（開始当時はフジテレビ721）で放送されていた。
2005年の高額納税者番付タレント部門では、2人ともベスト10に入った（太田8位、田中9位）。
お笑い芸人がトップクラスの域になると自身のレギュラー番組しか出演しなくなる傾向が強い中で、多忙になった現在でも積極的にゲスト出演をしている。また、『爆笑問題のニッポンの教養』『探検バクモン』（NHK総合）など、教養色の強い番組の出演も多い。
事務所公式サイトのプロフィール写真は、1997年ごろに撮影された宣伝用写真を使用し続けている。
ドラマや映画などには、コンビともにゲストや「チョイ役」での出演で、本人役が多かった。しかし、2000年代後半ごろより田中が映画『感染列島』やドラマ『Q10』（日本テレビ系）、『恋愛ニート〜忘れた恋のはじめ方』（TBSテレビ系）などに出演し、俳優としての仕事も増えている。
「ピン」（1人）での仕事として、田中は『サカスさん』『S☆1』（ともにTBSテレビ系）で情報番組の司会を務めている。一方、太田は『マボロシの鳥』（新潮社）などの小説やエッセイを多く執筆している。なお、「爆笑問題」名義の出版物もほとんど太田1人で執筆している（後述）。
上記のように酒を飲まない、運転免許を持っていない、太田に至っては携帯電話を持っていないものの、酒造メーカー・自動車メーカー及び中古車買取店・携帯会社は「事件・事故・トラブルを起こす事はない」と爆笑問題の姿勢を安心材料とみなし積極的に広告に起用していった。また、芸に対する真剣さやこだわりも起用の決め手となっているという。CMの内容も田中のツッコミと太田のナンセンスなボケを活かしたものが多い。

### コンビ仲
太田は田中との比較において、絶対的な自信を持っており、様々な機会を捉えてはギャグの一つとして田中への非難・痛罵を繰り返す。テレビなどでは、太田が田中を非難することが多いが、田中が「キレる子供」と揶揄される位すぐに解散を口にするので、いつも太田が謝って収拾している。前述に基づくエピソードとして、新人時代に田中がネタをとちってしまい、ネタ終了後の楽屋で太田が田中を責めたが、田中が「次の舞台でネタを間違ったらコンビ解散!」と言い放ち、何故か逆ギレされてしまう。しかし太田は「こんなことで解散されちゃ、たまったもんじゃない」と田中を必死になだめたということがあった。一方で結成から30年以上経過した現在はコンビの絆の深さを（特に田中が）語ることもあり、田中は「意外にアイツ（太田）のこと好きなのよ」「誤解してるかもしれないけど。いつも怒ってるけど」と述べ、太田の人柄や才能に敬意を払っており、太田ひいては爆笑問題の芸風の方向性については「『あんた（太田）がそう決めてやるなら付き合いますよ』という感じ」と述べ、全幅の信頼を寄せている。
2000年9月11日、田中は片側の睾丸の摘出手術を受けた。悪性の腫瘍であり、いわゆる精巣癌であったが、芸人が癌では笑えないと二人で相談した結果、記者会見では太田が田中をネタにギャグを連発して笑いを取った。その際、当時開会直前のシドニーオリンピックになぞらえて「田中、金とった!!」と言う見出しがスポーツ新聞を飾った。これ以降、太田が田中を片玉ネタで弄ることはコンビの鉄板ネタとなり、漫才の中にもお約束的に盛り込まれている。

### 著名人関連
事務所の後輩のハギワラマサヒト（当時キリングセンス）が肝硬変を患った際に、何とか彼の命を救おうと奮闘し、結果的に命を救っている。
デビューして間もない頃、2人の才能を見抜いた落語家の立川談志は、太田に「天下獲っちゃえよ」と応援の言葉を送ったという。また、「こいつ（田中）だけは切るなよ。こう出来た奴もなかなか居ないもんだ」と、田中の相方としての重要性を説いている。
『爆笑問題の日曜サンデー』（TBSラジオ）で度々共演した大橋巨泉とは意見の違いによって太田と論争になることも多かった。ただし、両者とも一定の信頼関係の下で議論しており、そのやりとりを端で見ていた田中は「口調も親子のケンカみたいになってくるので、楽しかったです」とコメントしている。
上岡龍太郎は立川談志との対談で「今のお笑い、バラエティ番組には教養がなくなった。1つ救いなのは爆笑問題が談志師匠に会うと緊張する気持ちを持っていてくれることだけだ。彼らがそれを持ち続けて次にどう移していってくれるか。頼むよ爆笑問題」と発言した。
映画監督・園子温は『地獄でなぜ悪い』のキャスティングの際に篠原哲雄監督の『草の上の仕事』を観て、太田と田中に出演をオファーした。園子温自らタイタンに電話をかけ社長・太田光代に交渉したが、スケジュールが合わなかったため断られたと共演した際に明かしている。なお、後年映画化された際二人にオファーされた役はそれぞれ長谷川博己・星野源が演じた。
島田洋七は『GAHAHAキング 爆笑王決定戦』（テレビ朝日）の審査で、「ビートたけしよりハイレベルなネタをしている。漫才ブームの頃のレベルを彼らが初めて崩した」と評した。
『太田光の私が総理大臣になったら…秘書田中。』（日本テレビ）では、思想やイデオロギーを問わず様々な政治家・評論家と共演し、議論をした。
小泉純一郎・安倍晋三政権時の桜を見る会に出席した事がある。
2008年と2009年には当時の大阪府知事（元・大阪市長）で、タイタンに所属していた橋下徹の活動支援のために、太田夫妻と田中はふるさと納税を利用して1000万円を大阪府へ提供している。太田は橋下とメールで親交を持っているが、公の場では橋下を揶揄したり、異論を述べたりしている。
SMAPとはデビューした年が一緒であり（どちらも1988年デビュー）、『SMAP×SMAP』（フジテレビ系）の名物コーナー「BISTRO SMAP」の男性芸能人出演最多ゲストでもある。また、草彅剛が不祥事を経て復帰後最初の「BISTRO SMAP」に「（事件について）全く触れないのもアレだし、でも、爆笑さんだったら上手くギャグにもする」という理由で呼ばれている。特に太田はSMAPの大ファンであることを公言しており、メンバーの仲の良さなどをラジオやテレビで熱く語ることが多かった。それが縁で『We are SMAP!』の作詞を担当したこともあり、同グループが解散することが発表された際にはショックを受けたことと、内情について「本人たちにしかわからない事」と前置きをし、メンバー全員を心配する発言をしている。解散後も、田中が2017 ワールド・ベースボール・クラシックの日本対オランダ戦を東京ドームで観戦した際に中居正広と遭遇し、会話を交わしたり、太田が木村拓哉主演のドラマ「A LIFE〜愛しき人〜」（TBSテレビ系）を絶賛したり、両者がジャニーズ事務所を退所した直後の香取慎吾と『おじゃMAP!!スペシャル』（フジテレビ系）で共演するなど、メンバー達と交流を続けている。
また、同期である岡本夏生とも親交がある。バブルが過ぎ、仕事のない状態の岡本を最初に取り上げたのは、爆笑問題が司会を務める『サンデージャポン』（TBSテレビ系）である。
2010年代より『爆報! THE フライデー』（TBSテレビ系）などで田原俊彦と仕事をする機会が増えている。きっかけは『ハッピーボーイズアワー爆笑おすピー問題!』（フジテレビ系）での田原俊彦特集で共演したことである（田中が田原の大ファンである）。ちなみに両方とも一度芸能界を「干される」という経験をしている。
太田は『笑いの殿堂』（フジテレビ系）などの番組で度々共演したウッチャンナンチャンに対して悪口を言っており、本人たちもそれを承知していたが、その後も爆笑問題を番組に呼び続けた。
太田と田中は佐野元春のファンであることを公言しており、たびたび佐野と共演している。

#### 桑田佳祐・サザンオールスターズ
太田と田中はサザンオールスターズのファンである事を公言しており、グループ、ソロ問わず新譜が出た際はラジオ番組でかけたりもしている。
桑田佳祐がお笑いが好きだという事も高じ、サザンの20周年記念のテレビ特番『バカ騒ぎの腰つき』（TBSテレビ）や、20周年ライブ『スーパーライブ in 渚園 "モロ出し祭り 〜過剰サービスに鰻はネットリ父ウットリ〜"』にゲスト出演を果たし交流を深めた。また、アクト・アゲインスト・エイズイベント「昭和八十三年度! ひとり紅白歌合戦」「昭和八十八年度! 第二回ひとり紅白歌合戦」「平成三十年度! 第三回ひとり紅白歌合戦」では「特別審査員」としてVTR出演し、漫才を披露している。
太田はラジオ共演がきっかけで桑田とメールで親交を持つようになり、太田が出演した番組を見た感想や、サザンの活動に関する事まで送られてくるという。
1998年にサザンが発売した13枚目のアルバム『さくら』の5曲目に収録されている「爆笑アイランド」の「爆笑」は爆笑問題から取っている。歌詞は当時の社会問題などについて歌われており、時事ネタを得意としている爆笑問題の漫才を彷彿とさせる内容となっている。

#### 渡辺正行
爆笑問題が結成間もない頃、“関東のお笑い登竜門”とも言われている、渡辺正行主催の「ラ・ママ新人コント大会」に初出演したネタが大ウケして、その場で太田プロにスカウトされ、ライブ内で話題となった。渡辺は後にインタビューで「この瞬間に立ち会えたのは幸福なこと」と語っている。
結成当時から行っていた「いじめ」などの差別ネタや毒舌ネタなどが「テレビ向きではない」などと言われ出した際、渡辺は「今はテレビに出るよりも面白いと思えるものをやった方がいい」と擁護した。
その後、渡辺は『爆笑大問題』シリーズ（札幌テレビ）にレギュラー出演し、番組が終了した現在でも爆笑問題の番組に度々共演する機会がある。雑誌の連載では、「師匠と呼べる存在」と崇めている。

#### ダウンタウン
ダウンタウンとは、1994年に太田が男性向け情報誌『ホットドッグ・プレス』（講談社）での連載『「爆笑問題」の良識破壊宣言!?』内で松本人志のファッションセンスを酷評したことで、松本側から抗議を受けた事により、1990年代半ばごろから度々ネット上などで不仲説が取り沙汰されており、この2組が番組で共演する事も無ければお互いの事を番組などで話す事も無く、2012年のいいともメインの『27時間テレビ』（フジテレビ系）でも爆笑問題の日曜サンデーの生放送時間帯にダウンタウンが出演したため共演することはなかった。もっともこのことについては太田本人も「私が全部悪いんです」と自身の非を全面的に認める発言を後年にしており、「松本さん（のこと）は、本当は大好きですから」と語ったり、後述する「伝説の一日」でのダウンタウンの漫才を有料配信で視聴した旨を語ったりするなど、松本ひいてはダウンタウンに対して敬意を表している。
2014年3月31日に放送された『笑っていいとも! グランドフィナーレ 感謝の超特大号』にて、同じくダウンタウンとの不仲が噂されていたとんねるずと共に共演を果たした。とんねるずと共にダウンタウンと共演する予定ではなかったが、とんねるず・石橋貴明が木梨憲武と爆笑問題を誘って乱入し、松本が「ネットが荒れる」などと冗談交じりに述べた。その後は、2016年11月10日放送の『ダウンタウンDX』（日本テレビ系）において、太田の妻・光代がゲスト出演し、ダウンタウンとトークを交わしたほか、田中の妻である山口もえが『ダウンタウンDX』や『ダウンタウンなう』に出演し、夫婦エピソードを語るなど直接的な共演こそないものの、お互いの認識や関係性はいいともグランドフィナーレで共演した2014年以前と比べ改善されつつある。
2021年8月28日にはいいともグランドフィナーレに出演していた松本、中居正広、ナインティナインがメイン司会を務める『FNSラフ&ミュージック〜歌と笑いの祭典〜』（フジテレビ系）にて漫才を披露、その後トークパートで約7年5ヶ月ぶりに松本と共演した。漫才内では太田が「松ちゃん見てる？」や「明日はワイドナショー（松本がコメンテーターとして出演、実際にはラフ&ミュージックの特別編の放送のため休止。）ではなくサンデージャポンを見てください。」「ガキの使いじゃあらへんで〜」「太田動きます。」（2019年、お笑い芸人による闇営業問題の際に松本がツイートした「松本動きます」のパロディ）など松本に絡めたネタを言って田中に突っ込まれていた。
2022年1月30日放送の『ガキの使いやあらへんで!』では、前述した不仲説のきっかけとなった件について、松本が番組内でネタにする場面があった。同年9月10日には、前年同様に松本、中居、ナインティナインがメイン司会の『FNSラフ&ミュージック2022〜歌と笑いの祭典〜』に出演して漫才を披露した。2年連続の共演となったトークパートでは、松本が太田に対して「M-1の審査員やれへんの？」と問いかけ、太田が辞退するといったやり取りも見せた。また、それと前後して太田が2022年4月に開催された「伝説の一日」千穐楽参回目の大トリで出演した際のダウンタウンの漫才を有料配信で視聴した旨も語られており、ダウンタウンの漫才を「凄いな、立ち話みたいな感じで漫才をやるっていうのが。俺らにはできないスタイルだから、めちゃくちゃ面白かった」「あれが本当の漫才のスタイルだな」「ずっとネタをやってほしい」と絶賛していた旨を別番組で金ちゃん（鬼越トマホーク）が証言し、坂井良多（鬼越トマホーク）も「漫才をやり続けた爆笑問題さん的にも『ダウンタウンさんが漫才に帰ってきたことが凄く嬉しい』って言ってました」と付け加えている。また、金ちゃんも松本と太田の関係について「いろいろあったんで聞きづらかったんですけど」としつつ、太田の言葉に対しては「いろいろと知ってるからグッとこみ上げるものが。（ダウンタウンを）凄い認めてましたね、やっぱり」と感じた旨を語っている。同年にはダウンタウンが総合司会を務める10月8日放送のお笑いの日・ザ・ベストワンに出演したが、爆笑問題の出演時間はキングオブコントの直前だったため、ダウンタウンとの共演はなかった。また、浜田雅功が映った際に太田が「小川菜摘の旦那が出てる!」と口にしたがスルーされていた。

#### ビッグ3との関係

##### タモリ
タモリとはまだ無名だった頃にも共演しており、『タモリ倶楽部』（テレビ朝日系）『タモリのSUPERボキャブラ天国』（フジテレビ系）の出演で世間に知られるようになった。以前に『爆笑問題カーボーイ』（TBSラジオ系）の中で、自分たちの実力が一番発揮できる番組として『タモリ倶楽部』を挙げていた。
『たけし・さんまの有名人の集まる店』（フジテレビ系）出演時に太田は、同じくBIG3であるビートたけしと明石家さんまに、トークではタモリに憧れを持っている、という発言をしている。
太田は『A-Studio』（TBSテレビ系）出演時には、普段大人しいタモリが自分のギャグで笑うのが嬉しいという趣旨の発言もしている。
1997年ごろからブレイクするようになり、『森田一義アワー 笑っていいとも!』（フジテレビ系）の出演もこの頃から多くなった。その後、2000年4月から水曜レギュラーとして正式に加入するようになった。
水曜レギュラー陣のリーダーで、『笑っていいとも!』のコンビとしての最年長レギュラーであり記録更新中だったが、2012年4月のレギュラー陣の変動で田中が月曜日に移動、レギュラー13年目にして初の分離出演となった。

##### ビートたけし
太田はビートたけしの影響を強く受けており、「たけしさんが出てきた時から、本音を言うことがいかに面白いかを知った」と『たけしの日本教育白書』（フジテレビ）で語っている。太田が「コメディ映画を撮りたい」とたけしに相談した際、「映画を作るなら初めに当てろ」「コメディ作るなら金をかけろ」と言われた。
たけしは、爆笑問題結成当初の頃にたまたまコントを見たことがあり、「こいつらは面白いと思った」「ネタの切り口がツービートと似ていた」と語っている。爆笑問題が『たけしの誰でもピカソ』（テレビ東京系）でたけしの前で、直接漫才を披露した際には、「好きだな。自分と感覚が似ている」と評した。
2016年2月12日に開催したタイタン主催のライブ「TITAN LIVE 20YEARS anniversary」にビートたけしがトリで出演し、落語『人情八百屋』を披露した。同ライブには太田の誘いで桑田佳祐・原由子夫妻も客席で観覧しており、終演後桑田は「本当に素晴らしかったです。たけしさんが出てきたときには、神々しくて。枕から涙ぐみました」といったメールを太田に送っている。
その一方で、たけしの弟子である浅草キッドとは仲が悪く、特に太田と水道橋博士は犬猿の仲として知られていた。原因としてデビュー2年目の時期に『ビートたけしのオールナイトニッポン』（ニッポン放送系）に代理出演した際に太田が本人曰く「たけしイズム」を出そうとして発した「ビートたけしは死にました」「ざまぁーみろ浅草キッド」などのボケ発言や、この時の挑発に乗り水道橋博士が生放送中のスタジオに乱入したことが発端だという。なお、東国原英夫はこのボケ発言を聞いて爆笑問題を絶賛している。上記の通り、ハギワラマサヒト（当時キリングセンス）が肝硬変で入院していた際、病院で爆笑とキッドが鉢合わせ（この時期、キッドもハギワラの入院生活をサポートしていた）してしまい、ハギワラが寝ている病室で太田と博士が取っ組み合いの喧嘩を始め、病気で苦しんでいるはずのハギワラがギャグでその場を取りなそうとしたこともあった。その後、ハギワラの妻が一席を設けて、2人を一緒に酒を飲みに行き仲直りした。ただしサブカルチャー系雑誌『Quick Japan』76号（太田出版）に収録された、フリーライターの吉田豪による「爆笑問題ロングインタビュー」によると、活動初期は別として、後の「抗争」はお笑い芸人的な予定調和を崩すための「ネタ」であり、実際は不仲ではないと語っている。
太田は玉袋筋太郎とはお互いの著書を交換してはラジオで評価しており、水道橋博士とは手紙で連絡を取っている。

##### 明石家さんま
明石家さんまは、爆笑問題が太田プロ所属の頃から高く評価しており、初共演した1990年ごろの『初詣!爆笑ヒットパレード』（フジテレビ系）で2人のネタを絶賛、「爆笑問題の時代になる」と確信していた（『さんまのまんま』（フジテレビ系）にて）。一方、2人も学生時代から『明石家さんまのオールナイトニッポン』ファンであったと話しており、『ビートたけしのオールナイトニッポン』と共に「木曜日が楽しみだった」と語っている。
さんま自身がめったに他人の番組のゲスト出演をしないため、『爆笑問題カーボーイ』にゲスト出演したことは異例とされていた。また2014年1月12日『爆笑問題の日曜サンデー』でも300回記念ゲストとして14年ぶりに共演した。さんまが爆笑問題と共演すると、必ずと言っていいほど「田中の身長」をネタにしたり、2人が独立して苦労した頃の話をしたりする。特に、独立して苦労した話に関しては、当時のさんまもかなり心配していた模様で、爆笑問題が再び売れ始めた1998年ごろには積極的に自らの番組に出演させるなど、一役買っている。また、『たけし・さんまの有名人の集まる店』（フジテレビ系）では、お笑いコンビとしては唯一ゲストとして出演をさせ、『明石家サンタの史上最大のクリスマスプレゼントショー』（フジテレビ系）では、初めてスタジオに直接出演させるなど優遇している。
爆笑問題は、さんまがレギュラー時代であった金曜日の『笑っていいとも!』にも数回出演していたことがある。2人は他事務所の人間であることもあり、太田はさんまを時々「あんた」と呼ぶことがある。
プライベートでは太田がさんまの楽屋を訪れ、光代の「酒癖の悪さ」を愚痴る関係で、共演時にはさんまがそのことをネタにしている。また、爆笑問題が独立時に干されていたこともネタにしている数少ない人物。

## 出演
コンビでの出演のみ。個別の出演は田中裕二#出演、太田光#出演を参照のこと。

### テレビ番組

#### 現在のレギュラー番組
- サンデージャポン（2001年10月7日 - 、TBS） - 総合司会[82]
- Eテレ2355（2011年4月 - 、NHK Eテレ） - 「夜ふかしワークショップ」で田中が出演、太田がナレーションを担当
- Eテレ0655（2011年6月20日 - 、NHK Eテレ） - 毎週月曜のコーナー「たなくじ」で田中が出演、太田がナレーションを担当

#### 過去のレギュラー番組
- 鶴ちゃんのプッツン5（1988年 - 1990年、日本テレビ）
- デイブレイク（1988年10月 - 1990年3月、CBC）
- LIVE笑ME（1990年、日本テレビ） - 5週勝ち抜き後、レギュラー出演
- 水着でKISS ME（1991年8月3日 - 1993年12月25日、テレビ東京）
- GAHAHAキング 爆笑王決定戦（1993年 - 1994年、テレビ朝日） - 10週勝ち抜き後、レギュラー出演
  - GAHAHA王国（1994年 - 1995年）
- タモリのSUPERボキャブラ天国 → タモリの超ボキャブラ天国 → 新ボキャブラ天国 → 黄金ボキャブラ天国（1994年8月31日 - 1998年3月10日、フジテレビ） - キャブラー
- ドッペルゲンガー（1994年10月 - 1995年5月、テレビ朝日）
- 爆笑問題の言わずに死ねるか（1996年10月 - 1998年3月、MONDO21）
- 家族対抗 ふるさとチャンピオン（1997年4月 - 1998年3月、NHK-BS2）
- デジタルチャットZ（1997年4月7日 - 7月、フジテレビ）
- 爆笑問題の爆乳モンスター（1997年10月2日 - 11月6日、TBS） - MC
- ポップジャム（1998年4月3日 - 2000年3月、NHK総合） - MC
- ZZZ（日本テレビ）
  - 号外!!爆笑大問題 → 秘密の爆笑大問題 → 秘密の超爆笑大問題（1998年4月6日 - 2002年9月23日、札幌テレビ） - MC
  - 爆笑問題のススメ（2002年9月30日 - 2006年3月31日、札幌テレビ） - MC
- Gパラダイス（テレビ東京）
  - 大爆笑問題 → 対爆笑問題（1998年4月7日 - 2000年9月26日） - MC
  - クイズ!爆笑難問題 → クイズ!爆笑難問題2（2000年10月3日 - 2001年10月2日） - MC
  - 爆笑問題の三者面談（2001年10月9日 - 2002年3月26日） - MC
- うまなりクン（1998年4月11日 - 2002年9月28日、フジテレビ） - MC
- はばたけ!ペンギン（1998年4月15日 - 8月26日、TBS）
- パパアミーゴ!（1998年10月 - 1999年3月20日、フジテレビ） - コーナー進行
- 爆笑問題のボスキャラ王（1998年10月15日 - 2000年3月30日、テレビ朝日） - MC
- あなたのフツーは大丈夫!?激突ハッピーチェック（1998年10月17日 - 1999年3月13日、テレビ朝日）
- ポンキッキーズ（1999年4月1日 - 2006年3月25日、フジテレビ） - 「爆チュー問題」としてコントコーナーに出演
- バクマリヤ（1999年4月7日 - 9月29日、フジテレビ） - MC
- HR -HOME ROOM- （1999年10月 - 2000年3月、TBS） - MC
- 回復!スパスパ人間学 → スパスパ人間学!（1999年10月14日 - 2005年3月31日、TBS） - MC
- 森田一義アワー 笑っていいとも!（2000年4月 - 2014年3月、フジテレビ） - 水曜日→月曜日(田中)・水曜日(太田)→水曜日(太田)・金曜日(田中)
  - 笑っていいとも!増刊号（2000年 - 2014年）
- 大好き!東京ゲスト10（2000年4月2日 - 2001年9月30日、TBS） - MC
- 笑いがいちばん（2000年4月9日 - 2004年3月14日、NHK総合） - MC
- 世界ゴッタ煮偉人伝（2000年4月21日 - 9月22日、フジテレビ） - MC
- 世界超密着TV!ワレワレハ地球人ダ!!（2000年10月20日 - 2001年9月7日、フジテレビ） - MC
- あっぱれ!日本一（2000年12月13日 - 2001年9月19日、テレビ東京）あっぱれ!日本一MC
- 不思議どっとテレビ。これマジ!?（2001年4月14日 - 2002年3月16日、テレビ朝日） - MC
- ザ・ジャッジ! 〜得する法律ファイル → ザ・ジャッジEX（2001年10月19日 - 2005年3月18日、フジテレビ）
- 爆笑問題の開け!記憶の扉（2002年4月6日 - 12月17日、テレビ東京） - MC
- ハッピーボーイズ! → ハッピーボーイズアワー爆笑おすピー問題! → 爆笑おすピー大問題!!（2002年4月10日 - 2005年3月30日、フジテレビ） - MC
- 決定!これが日本のベスト100全国一斉○○テスト（2002年4月28日 - 2005年9月25日、テレビ朝日） - MC
- 国民クイズ常識の時間 → クイズ!常識の時間!! → ジョーシキの時間2（2002年10月17日 - 2004年3月7日、日本テレビ） - MC→解答者
  - 摩訶!ジョーシキの穴（2004年4月8日 - 2005年3月17日） - MC
- 爆笑問題のバク天!（2003年10月11日 - 2006年3月4日、TBS） - MC
- パンドラの秘宝〜クセになる世界TVウォッチ!（2004年1月13日 - 3月16日、フジテレビ） - MC
- 爆笑問題☆伝説の天才（2005年4月13日 - 9月14日、フジテレビ） - MC
- 週刊人物ライブ スタ☆メン → スタ☆メン（2005年10月2日 - 2007年3月25日、フジテレビ） - MC
- 爆笑問題の検索ちゃん（2005年10月7日 - 2009年9月26日、テレビ朝日） - MC
- 太田光の私が総理大臣になったら…秘書田中。（2006年4月7日 - 2010年8月26日、日本テレビ） - MC[82]
- 空飛ぶ!爆チュー問題（2006年5月21日 - 2016年12月25日、フジテレビONE） - MC
- 爆笑問題のニッポンの教養 → 爆問学問（2007年4月13日 - 2012年2月23日、NHK総合） - MC
  - 探検バクモン（2012年5月2日 - 2019年3月13日、NHK総合） - MC
- ネオバラエティ（テレビ朝日）
  - 今すぐ使える豆知識 クイズ雑学王 → 雑学王（2007年10月3日 - 2011年9月26日） - MC
  - ストライクTV（2011年10月3日 - 2014年3月24日） - MC[82]
- 近未来×予測テレビ ジキル&ハイド（2008年1月27日 - 2009年2月22日、テレビ朝日） - MC
- サプライズ → SUPER SURPRISE（金曜サプライズ）（2009年4月6日 - 9月30日、日本テレビ） - MC
- キズナ食堂（2009年4月11日 - 2010年3月20日、TBS） - MC[82]
- 爆!爆!爆笑問題（2010年4月27日 - 9月22日、TBS） - MC[82]
- お願い!ランキング（テレビ朝日）
  - お願い!ランキングGOLD（2010年10月16日 - 2012年3月10日） - MC
    - お願い!ランキングGOLD presents 眠れる才能テスト（2012年4月14日 - 9月8日） - 太田：MC、田中：解答者
    - お願い!ランキングGOLD 特別編（○○総選挙）（2012年9月22日 - 2014年9月27日） - MC

  - 転職さん、いらっしゃい! → 移住した女たち（2018年10月3日 - 2019年2月28日） - MC
  - ニッポン人の品格を学べ じゃぱにぃ寺（2019年3月14日 - 6月20日） - MC
  - 太田伯山 〜悩みに答えない毒舌相談室〜 → 太田伯山ウイカの「はなつまみ」（2019年7月3日 - 2021年9月23日） - 田中：ツッコミ（別室）→進行
- 爆問パニックフェイス! → 爆問パワフルフェイス!（2010年10月27日 - 2011年9月14日、TBS） - MC
- 爆笑問題の大変よくできました!（2011年4月22日 - 9月9日、テレビ東京） - MC
- 爆報! THE フライデー（2011年10月21日 - 2021年3月5日、TBS） - MC[82]
- 爆笑学園ナセバナ〜ル!（2012年10月9日 - 2013年2月26日、TBS） - MC[82]
- 世界の日本人妻は見た!（2013年4月16日 - 2017年9月19日、毎日放送） - MC[82]
- 言いにくいことをハッキリ言うTV（2014年3月31日 - 9月22日、テレビ朝日） - MC[82]
- お坊さんバラエティ ぶっちゃけ寺（2014年9月30日 - 2017年2月13日、テレビ朝日） - MC[82]
- 世界が驚いたニッポン! スゴ〜イデスネ!!視察団（2014年10月11日 -  2019年9月7日、テレビ朝日） - MC[82]
- バクモン学園シリーズ（2017年4月3日 - 2018年3月26日、テレビ朝日） - MC[82]
- 爆問ファンド!マネーの成功グラフ¥（2018年4月2日 - 10月2日、テレビ朝日） - MC
- 爆笑問題のシンパイ賞!! → 爆笑問題&霜降り明星のシンパイ賞!!（2019年10月4日 - 2021年9月19日、テレビ朝日） - MC[82]
- まさかのルールはなぜできた!? 作画プレゼン!刺さルール → 爆問×伯山の刺さルール!（2021年9月29日 - 2023年9月20日、テレビ朝日） - MC

#### 現在の特別番組
- 初詣!爆笑ヒットパレード（1991年1月1日・1999年1月1日 - 、フジテレビ） - 01年 - 08年にはMCも担当。「ネタ祭り」では大トリ担当。
- 爆チュー問題 シリーズ（1999年4月1日 - 、フジテレビ）
- 初笑い東西寄席 → 新春生放送!東西笑いの殿堂（2001年1月3日 - 、NHK総合） - 15年から総合司会、東側キャプテン、レジェンド前トリ担当。
- 爆笑問題の検索ちゃん 芸人ちゃんネタ祭り（2006年12月30日 - 、テレビ朝日） - MC
- 新春!お笑い名人寄席（2014年1月2日 - 、テレビ東京）- 20年以降大トリ担当。
- ENGEIグランドスラム（2015年5月30日 - 、フジテレビ） - 21年2月20日放送分以外出演。[注釈 5]
- Cygames THE MANZAI マスターズ（2015年12月20日 - 、フジテレビ） - 全回出演、大トリ担当。
- ○○総選挙（2016年5月29日 - 、テレビ朝日） - MC
- 歴史サミット（2020年1月1日 - 、NHK BSプレミアム→NHK BSプレミアム4K） - 司会
- ツギクル芸人グランプリ（2021年9月18日 - 、フジテレビ） - MC
- 芸人シンパイニュース（2022年1月7日 - 、テレビ朝日） - MC
- 超プロ野球 ULTRA（2022年1月9日 - 、読売テレビ）- MC
- 謎解き!伝説のミステリー（2022年10月5日 - 、テレビ朝日） - MC

#### 過去の特別番組
- 笑いの殿堂（1988年7月12日 - 1991年1月1日、フジテレビ）
- 爆笑問題スペシャル 黒い電波（1990年3月4日、日本テレビ）[注釈 6]
- メガロックショー（1991年4月6日 - 1992年4月4日、NHK総合） - MC
- 電脳!ドラマランド（1997年8月、TBS） - MC
- 登場!白馬王子（1997年9月、TBS） - MC
- 爆笑問題のテレビ原論’98（1998年1月2日、テレビ東京）- 司会
  - 新春2000年スペシャル・対爆笑問題（2000年1月1日、テレビ東京）- 司会
  - とし男!爆笑へび問題（2001年1月1日、テレビ東京）- 司会
- オールスター感謝祭（1998年3月28日 - 2001年3月27日・2012年3月31日・9月29日、TBS）
- FNS27時間テレビ（1998年7月18日 - 2014年7月27日、フジテレビ）
- 爆笑・千原の天然パラダイス（1998年8月10日・11日、NHK総合）- 司会
- これが平成のお笑い決定版!（1998年8月21日、NHK BS2） - 司会
- 24時間テレビ 「愛は地球を救う」（1998年8月23日 - 2007年8月19日、日本テレビ）- コーナー司会→サポーター→コーナー司会
- 爆笑こども観察日記（1998年9月、フジテレビ）- 司会
- 爆笑問題の勤労感謝TV（1998年11月23日、TBS）- 司会
- NHK紅白歌合戦（1998年12月31日 - 2003年12月31日、NHK総合）- 応援ゲスト
- 魅力満載!!冬の北海道・爆笑問題ザ・雪まつり（1999年2月6日、札幌テレビ）- 司会
- 爆笑問題の平均王決定戦（1999年4月1日、フジテレビ）- MC
- 徳光&爆笑問題の世界の超ビックリ映像こっそり大発掘SP（1999年7月30日、TBS）- MC
- 初上陸! 爆笑問題ニューヨークを食いつくせ（1999年8月15日、日本テレビ）
- カリスマ美容師 ヘアカーニバル（1999年8月20日、TBS） - MC
- 鶴瓶と爆笑問題の人は見かけによらぬもの!（1999年12月31日、テレビ朝日）- MC
- 全部まるごとネプ正月（2000年1月2日、フジテレビ）
  - 爆笑&ネプ正月2001（2001年1月2日、フジテレビ）- 司会
  - あけまして!爆笑&ネプ正月（2003年1月2日、フジテレビ）- 司会
  - 爆ネプの勉強させていただきます（2004年1月4日、フジテレビ）- 司会
  - 爆ネプ2005（2005年1月4日、フジテレビ）- 司会
- 爆笑問題 これが21世紀だ!（2000年1月2日、日本テレビ）- 司会
- 談志&爆笑問題の芸能大全集（2000年3月10日 - 2002年、NHK BS2）- 司会
- 爆笑問題のプロ野球カウントダウン（2000年3月26日、TBS）- 司会
- 爆笑問題・20世紀の超ダメだしSP!!（2000年4月14日、テレビ朝日） - MC
- FNSソフト工場（フジテレビ系）
  - 爆笑問題の“告発!ニッポン昔話”（2000年8月31日）- 司会[注釈 7]
  - ON THEATER 爆笑探偵団（2006年7月22日、北海道文化放送）- 爆笑探偵
- 日本テレビ音楽の祭典（2000年9月27日・2005年8月7日、日本テレビ） - 司会
- 大航海スペシャル 爆問のススメ（2000年10月1日、テレビ朝日） - MC
- 爆笑問題的“十五歳・学校IV”（2000年11月1日、日本テレビ）
- 火曜ワイドスペシャル（フジテレビ）
  - 爆笑問題の伝説グルメ大集合! 世紀末ごちそうさま王決定戦（2000年12月12日） - MC
  - 小倉VS爆笑問題 20世紀ニュース(秘)映像蔵出し今夜だけヨ（2000年12月19日）- MC
- 恋と音楽の魔法 〜ミュージックトラベラーズ〜（2000年12月25日 - 2001年12月25日、フジテレビ） - MC
- 爆笑問題の大チョンボスペシャル（2000年12月26日、朝日放送） - 司会
- 笑っていいとも!特大号（2000年12月27日 - 2013年12月25日、フジテレビ）
  - 笑っていいとも! グランドフィナーレ 感謝の超特大号（2014年3月31日、フジテレビ）
- 爆笑問題のアンサーマン（2000年12月30日・2002年1月1日、フジテレビ） - MC
- SAMBA・TV（2000年12月30日 - 2001年1月1日、TBS） - スペシャルサポーター
- 決定!あなたが選ぶ昭和の名場面ベスト100（2000年12月31日・2001年12月31日、テレビ朝日）- MC
- 最強運芸能人決定戦。（2001年1月1日 - 2007年1月1日、フジテレビ） - 司会
- 爆笑問題の笑いのツボ!（2001年1月5日、テレビ朝日） - MC
- 爆笑問題の日本一ラーメン（2001年2月4日、札幌テレビ） - MC
- 爆笑問題の死ぬかと思った（2001年4月3日 - 2002年4月5日、フジテレビ） - MC
- 森繁久彌 世紀を越えて88歳〜名優と語る温故知新〜（2001年5月4日、NHK BS2） - 「森繁久彌×爆笑問題」爆笑コントコーナー
- THE MANZAI2001 ヤングライオン杯（2001年5月19日、フジテレビ）- 司会
- 大接待!? 堺正章激怒 爆笑問題との北海道ラーメン紀行（2001年9月16日、TBS）
- 爆笑問題のオーマイガーッ（2001年9月18日、朝日放送） - MC
  - 爆笑問題の世界の大失態全部見せますスペシャル オーマイガーッ2（2002年4月2日、朝日放送） - MC
- 爆笑問題のわがままをサクッっと叶えますスペシャル!（2001年10月20日、フジテレビ） - MC
- 国民脳力ランキング!クイズ!常識の時間（2001年12月25日・2002年3月26日、日本テレビ） - 司会→解答者
- 爆笑問題の笑いと涙のメッセンジャー!? 日本横断3000キロ（2001年12月29日、テレビ朝日） - MC
- 陰影礼賛 爆笑問題の暗いバラエティー（2001年12月30日、日本テレビ） - MC
- 草彅・おすぎとピーコの女子アナスペシャル（2002年1月7日 - 2004年1月5日、フジテレビ） - コーナー進行
- 爆笑問題のオイシイ話教えます!（2002年2月24日、フジテレビ） - MC
- 日曜ビッグスペシャル「女ひとり始めての外国暮らし!」（2002年3月24日、テレビ東京） - MC
- 笑っていいとも!春・秋の祭典スペシャル（2002年4月8日 - 2009年10月12日、フジテレビ）-「いいとも!チーム」最多出場者
- 爆笑問題の京都・大阪 ツワモノどものメシ（2002年4月14日、日本テレビ）
- 爆笑問題のスポーツいちばん 〜ワールドカップがやってきた〜（2002年6月1日、NHK総合） - MC
- 爆笑問題&ナイナイの誰か司会をして下さいスペシャル!（2002年9月25日、日本テレビ）
- 驚きの超高額料理SP 爆笑問題のあみだ亭（2002年9月28日、フジテレビ） - MC
- 全国おもしろニュースグランプリ（2002年12月31日 - 2014年12月31日、テレビ朝日） - 司会
- 爆笑問題のラーメン甲子園（2003年1月2日、テレビ朝日） - MC
- 爆笑問題の〇〇がもし100人の村だったら（2003年3月29日、日本テレビ） - MC
- 爆笑問題のまかない美食倶楽部（2003年3月31日、テレビ朝日） - MC
- 爆笑問題の冒険王宣言 〜お台場冒険王開幕SP〜（2003年7月19日、フジテレビ）- MC
- 全国高等学校クイズ選手権（2003年9月12日・2004年9月3日、日本テレビ） - メインパーソナリティ
- 爆笑問題&日本国民のセンセイ教えて下さい!（2003年9月23日 - 2006年4月4日、テレビ朝日） - 司会
- 驚き!謎マネー100連発・世間を騒がすアノ値段一挙公開スペシャル（2003年10月6日 - 2004年12月27日、日本テレビ） - 司会
- 爆問衝撃ランキング! 欠陥住宅vs最高住宅（2003年10月12日 - 2004年3月14日、テレビ朝日） - MC
- 爆笑問題の楽しい地球（2003年12月12日・2004年9月16日、フジテレビ）
- 爆笑問題の年末恒例!!アナタを酔わせるFNS全日本番組忘年会（2003年12月30日、フジテレビ） - MC
- 関根&優香の笑うお正月（2004年1月2日 - 2014年1月5日、テレビ朝日）
- 爆笑問題の2004全日本バカデミー大賞!!（2004年1月2日、TBS） - MC
- 突撃!世界(秘)スクープ お正月から爆笑問題にだまされるな!!（2004年1月3日、テレビ朝日） - MC
- 公開直前!爆笑問題“ロード・オブ・ザ・リング”まるわかりSP（2004年2月7日、フジテレビ）
- カスペ!（フジテレビ）
  - 偉業・奇跡・ウソ 〜知られざるスーパースターの裏側全部バラすぞスペシャル（2004年6月22日）
  - クイズ!2004 ニュース知ってるつもり!（2004年7月13日・12月21日）- MC
  - 交通トラブル100連発 違反者に熱血芸能人が緊急直撃SP!（2005年11月8日）- MC
  - 家族の絆で1000万 スポーツゲームバトル ファミ筋スペシャル!!（2006年3月21日・28日、フジテレビ）
- 爆笑問題が斬る!（2004年9月9日・10日、テレビ東京） - MC
- なるほど!ザ・ワールド 〇〇の祭典スペシャル（2004年12月28日 - 2008年4月29日、フジテレビ） - 司会
- 爆笑問題の2005無責任バカ予想大忘年会SP（2005年1月4日、TBS） - MC
- 水曜プレミア「筑紫哲也VS爆笑問題の拝啓ブッシュ大統領閣下!!あなたが語らない10の秘密」（2005年1月26日、TBS）
- 爆笑問題$賞金稼ぎ!1問100万円クイズ（2005年4月6日・7月5日、テレビ東京）- 司会
- 徹底調査!好きなアニメランキング100（2005年9月22日・2006年10月9日、テレビ朝日） - 司会
- 雑学王（2005年9月25日 - 2007年9月27日・2012年3月22日・2017年4月3日 - 2019年4月1日、テレビ朝日）- 司会
- 爆笑問題の!ニッポン(秘)民俗学〜霊魂と死についてマジメに語ろうスペシャル（2005年10月9日、TBS）- 司会
- 太田光の私が総理大臣になったら…秘書田中。（2005年10月15日 - 2006年1月3日、日本テレビ）- 総理：太田、第一秘書：太田
  - 太田光のもう一度総理になりたい…秘書田中。（2010年12月3日、日本テレビ）- 党首：太田、第一秘書：太田
  - 総理の器（2013年3月23日、日本テレビ）- 党首：太田、第一秘書：太田
  - 出直し!太田光の私が総理大臣になったら…秘書田中。（2013年5月2日、日本テレビ）- 党首：太田、第一秘書：太田
  - 返り咲き!?太田総理がまた吠える…秘書田中。（2013年9月25日、日本テレビ）- 総理：太田、第一秘書：太田
- バリューナイトフィーバー「史上最大のバンドウォーズ!斬新!アレンジの王様」（2005年10月29日 - 11月12日） - 司会
- たけしの日本教育白書（2005年11月12日 - 2007年10月27日、フジテレビ）- 司会
- 爆笑問題の比較Qイズ!!（2005年12月26日、日本テレビ）- MC：田中、助っ人：太田
- 爆笑問題のお笑い激論バトル!! 太田光vs最強芸能人軍団!!○○好きNo.1は俺だ決定戦!!（2006年1月4日、TBS）- 司会
- 爆笑問題のあまりにも平均的ニッポン人SP（2006年4月11日、TBS）- 司会
- タモリのジャポニカロゴス（2006年4月15日 - 2007年5月12日、日本テレビ）- 受講生
- 爆笑問題×東大 東大の教養（2006年5月27日・7月6日、NHK総合）- 司会
- コドモのギモン!動物スペシャル（2006年8月21日、テレビ朝日）- MC
- 爆笑問題の芸術は爆笑だ!（2007年1月3日、TBS）- 司会
- バチカンに眠る織田信長の夢（2007年1月29日、TBS） - 司会
- ザ・カラオケバトル07 夢のメガヒット歌合戦 （2007年3月28日、TBS）- 司会
- 爆笑問題プレゼンツ・世界のゴールデンタイム!!超人気番組大集合スペシャル!（2007年4月2日・10月24日、TBS）- 司会
- 発足!芸能界PTA（2007年7月15日、テレビ朝日）- 司会
- 近未来予測!テレビ ジキル&ハイド（2007年9月16日、朝日放送）-  近未来研究所所長
- モクスペ「勝手に秋祭り!芸能人恥ずかし映像100連発」（2007年11月1日、日本テレビ） - 司会
- 爆笑問題の面白社会学 エンタな解体新書!（2007年11月3日、日本テレビ）- 司会
- 大晦日はフジテレビ（2007年12月26日 - 30日、フジテレビ） - 見どころ解説
- 1億分の1の男（2007年12月31日、フジテレビ）- 司会
- ニッポニア学習帳（2008年1月2日、TBS） - 司会
- 天下統一!三武将スペシャル 信長VS秀吉VS家康…真のリーダーは誰か（2008年1月4日、日本テレビ） - 司会
- 爆笑問題のナニゲに凄〜い!超人劇場〜明日からこのヒト人気者（2008年1月6日、日本テレビ） - 司会
- 爆問ビジネス研究所（2008年3月20日、テレビ東京） - 司会
- 爆笑問題のドッキリ パニックフェイス王 → 爆問パニックフェイス!（2008年9月9日 - 2012年12月19日、TBS）- 司会
  - 爆問!最強ドッキリ祭 パニックフェイス17連発SP（2014年3月28日・2015年4月8日、TBS）- 司会
- 秋の夜長の暴露SP 爆笑問題のザ50人斬り（2008年9月16日、TBS） - 司会
- タモリのボキャブラ天国 大復活祭スペシャル（2008年9月28日、フジテレビ） - 「NEWキャブラー ボキャブラバトル」MC
- バラエティーニュース キミハ・ブレイク「失敗者のタメになる話」（2008年11月4日・25日、TBS） - 司会
- サタデーバリューフィーバー→サンバリュ（日本テレビ）
  - 爆笑問題の評決クダル!（2008年11月8日） - MC
  - 爆笑問題&ブラマヨのニュースの金庫番（2011年6月11日） - 金庫番長
  - 未解決クラブ（2019年9月29日） - MC
- 古代ローマ大発掘スペシャル（2008年11月24日・2009年3月17日、日本テレビ） - 司会
- タモリ教授のハテナの殿堂?（2008年11月29日、日本テレビ） - 准教授
- 爆笑問題vs安住紳一郎 平成ニッポン20年史!（2008年12月27日、TBS） - 司会
- 新春お笑い大賞2009（2009年1月1日、フジテレビ・関西テレビ） - 司会（フジ側）
- 新春蔵出しまるごと立川談志（2009年1月2日、NHK総合） - 司会
- ETV50「教育テレビの逆襲 〜よみがえる巨匠のコトバ〜」（2009年1月6日、NHK教育） - 司会
- 爆笑問題と面と向かって聞けない噂のクエスチョン（2009年1月13日、テレビ朝日） - 司会
- 世界でたったひとつ マイドキュメント（2009年4月19日、フジテレビ） - 司会
- 答えがないクイズ 爆笑人生問題（2009年10月2日、テレビ東京） - MC
- 爆笑問題×さまぁ〜ず ザ・クレイジートーク（2009年12月22日・2010年4月8日、TBS） - 司会
- ガリレオからの挑戦 爆笑問題の実に面白い!世界で初めての大実験SP（2009年12月27日、フジテレビ）- 司会
- 爆笑問題のもうひとつの“龍馬伝”（2009年12月30日、NHK総合）- 司会
- ネタの大図鑑!ネタリク（2010年3月26日、テレビ朝日） - 司会
- ニュースの目撃者（2010年4月3日、テレビ朝日） - MC
- 爆問学園 イキすぎ!（2010年4月18日 - 12月17日、テレビ朝日） - MC
- 爆笑問題の“戦争”入門（2010年8月12日、NHK総合） - MC
  - 爆笑問題の福島入門（2013年3月18日、NHK総合） - MC
- 芸能人のプライベート徹底調査SP!芸均点（2010年9月26日、関西テレビ） - MC
- 金曜スーパープライム「世界を揺るがせた100人の女たち」（2010年12月17日、日本テレビ） - MC
- 爆笑問題の未来授業 元旦から子供にも言わせてSP（2011年1月1日、テレビ東京） - MC
- 爆!爆!爆笑問題 芸能人ザ・密告SP（2011年1月13日 - 7月28日、日本テレビ） - MC
- 信ジラレナイ99連発（2011年4月1日、日本テレビ） - 司会
- 表沙汰にならない数字（2011年4月5日、日本テレビ） - MC
- THE MANZAI 2011 年間最強漫才師決定トーナメント! 栄光の決勝大会（2011年12月17日、フジテレビ）[注釈 8]
- 情報ライブ ミヤネ屋新春スペシャル ミヤネvs爆笑問題 ミヤネジャポン（2012年1月4日、読売テレビ）
- 金キラ☆ナイト「R－70」（2012年1月20日、フジテレビ） - 司会
- KYOKUGEN（2012年12月31日 - 2017年12月31日、TBS） - MC
- 覇王伝説（2013年1月3日・10月14日、NHK BSプレミアム） - MC
- NHK×日テレ 60番勝負（2013年2月2日、NHK総合） - スペシャルゲスト
- 爆笑問題の現状打破TV（2013年3月16日、テレビ東京） - MC
- 極上アンティークお宝映像発掘!「ムカシネマ」（2013年3月30日・2014年4月1日、NHK BSプレミアム） - 司会
- 手塚×石ノ森 ニッポンマンガ創世記（2013年7月15日、NHK BSプレミアム） - 司会
- 〜お金のトラブル解決劇場〜 GOTAGOTAマネー（2013年10月13日、テレビ朝日） - MC
- ビートたけしのTVタックル たけし&爆笑問題 メッタ斬り!（2014年12月28日 - 2019年12月21日、テレビ朝日）- スペシャルゲスト
- ヒーデル公爵（2014年12月29日、フジテレビ） - 司会
- 初おろシアム 〜新作初おろしエンタメSHOW〜（2015年1月2日、フジテレビ）- MC
- 初めて○○やってみた（2015年1月4日、テレビ朝日） - ゲストMC
- それっていつから?（2015年2月1日 - 2016年9月11日、中京テレビ） - MC
- 爆笑問題の深海WANTED（2015年5月24日 - 2024年7月7日、テレビ静岡） - MC
- ビートたけしのいかがなもの会（2015年8月9日・2016年7月31日、テレビ朝日）
- 人名バラエティー 集まれ田中!（2015年9月23日、NHK総合） - MC：田中、スタジオ：太田
- 日曜ファミリア（フジテレビ）
  - 日本のダイモンダイ（2015年11月8日） - MC
  - 芸能人つまずきビッグデータ（2015年12月13日） - MC
- 父と比べる 〜子供の知らない父の人生、父の知らない子供の人生〜（2016年1月16日、テレビ朝日） - MC
  - 親と比べる 〜子供の知らない親の人生、親の知らない子供の人生〜（2016年5月15日、テレビ朝日） - MC
- 我が家の小さな国際問題 世界トラブる劇場（2016年3月29日、TBS） - MC
- 爆裂問題ピーポー（2016年6月18日、テレビ朝日） - MC
- スーパープレミアム「祝ウルトラマン50 〜乱入LIVE!怪獣大感謝祭〜」（2016年7月9日、NHK BSプレミアム） - 司会[注釈 9]
- 外国人100人が本当に驚いた!世界中から発掘!世界衝撃映像選手権（2016年7月23日、テレビ朝日） - 司会
- 土曜プレミアム「栄光なき天才たち」（2016年8月13日、フジテレビ） - MC
- NHKスペシャル（NHK総合）
  - マネー・ワールド 〜資本主義の未来〜（2016年10月16日 - 2018年10月14日） - ナビゲーター
  - 新型コロナ 全論文解読（2020年11月8日・2021年4月18日）- MC
- 爆笑問題の超‼ネコ学 〜ネコのこと知ってるつもり!?〜（2017年7月2日、フジテレビ） - MC：太田、ゲスト：田中
- マネーの成功グラフ¥（2018年2月8日 - 3月25日、テレビ朝日） - MC
- ぶっちゃけ寺SP（2018年8月13日 - 2019年12月31日、テレビ朝日） - MC
- 東京2020パラリンピック大図鑑 2年後のヒーロー&ヒロインを応援したくなる!（2018年8月25日、NHK総合） - 司会
- 世界で本当にあった!奇跡の救出映像（2018年8月26日、テレビ朝日） - 司会
- お願い!ランキング 派生特番（テレビ朝日）
  - 移住した女たちシリーズ（2018年12月30日・2019年5月11日） - MC
  - じゃぱにぃ寺（2019年4月13日・6月8日） - MC
  - 太田松之丞・カズレーザー・古市憲寿の2019年ニュースの裏ぶっちゃけますSP（2019年12月31日） - 太田：スタジオ、田中：進行
- ゆく時代くる時代〜平成最後の日スペシャル〜（2019年4月30日 - 5月1日、NHK総合） - 総合司会
- ミラクルカウンセリング 世界の賢者が日本を救う!?（2019年5月2日・9月16日、NHK総合）- MC
- 専門家100人が選んだ!世界最強動物ランキング（2019年7月27日、テレビ朝日） - MC
- Mr.サンデー×爆笑問題 論客8人!生で納得させて!（2019年10月13日、フジテレビ）- スペシャルゲスト
- ニッポン視察団（2019年11月23日 - 2023年7月11日、テレビ朝日） - MC
- 爆笑問題の天国が地獄（2019年12月27日、フジテレビ） - MC
- 日曜ビッグバラエティ「爆問THE看板メニュー 〜町中華すべて980円以下!大評判の25軒SP〜」（2020年2月16日、テレビ東京） - MC
- ザ・ベストワン（2020年3月15日 - 2024年3月15日、TBS）- 大トリ担当（スペシャルのみ出演）
- 爆笑問題vs霜降り明星 ネタジェネバトル（テレビ朝日、2020年6月13日・10月10日） - MC
- 人気の秘密を考察!「売れっ子ちゃん」（2020年7月31日、TBS） - MC
- 爆笑問題のザ・リアル・ボイス （2021年5月22日 - 2023年11月19日、NHK BS1）- MC
- 土曜☆ブレイク（TBS）
  - リメイクHEROES（2021年7月3日） - MC
  - 令和世代が爆オシ‼ 昭和平成スター列伝（2023年6月24日） - MC
- 今回だけ言わせて劇場 夫だって辛いよ（2021年8月14日・2022年2月26日、TBS） - MC
  - 今回だけ言わせて!夫だってツライよ!!（2022年4月29日、TBS） - MC
- FNSラフ&ミュージック〜歌と笑いの祭典〜（2021年8月28日、フジテレビ）- 大トリ担当（ネタパート）
  - FNSラフ&ミュージック2022〜歌と笑いの祭典〜（2022年9月10日、フジテレビ）- 大トリ担当（ネタパート）
- 笑って年越したい!!笑う大晦日シリーズ（2022年1月1日・2023年1月1日、日本テレビ）- 大トリ担当（ネタパート）
- 日バラ8「爆さまネプナイン」（2022年3月27日、フジテレビ）
- 勝手にシンパイショー（2022年7月31日・8月14日、テレビ朝日） - MC
- アート音痴で悪いか?!（2023年9月16日・2024年11月9日、フジテレビ）- MC
- 楽しくニュースを詠む 川柳9会（2023年9月30日・12月17日、テレビ朝日） - 9会メンバー
- 土曜NEXT!（フジテレビ）
  - 爆笑問題の結果発表! 〜一緒に待ってもイイですか?〜（2024年6月9日）- MC
- バクッと令和問題（2024年8月11日、テレビ朝日） - MC
- Z世代の知らない! 昭和レジェンド図鑑（2024年10月26日、テレビ朝日） - 司会
- フェイククイズ アリエル?（2025年3月30日、NHK BSプレミアム4K）- MC：田中、解答者：太田
- 超・ニッポンのお笑い100年 ～芸人たちの放送開拓史～（2025年8月11日、NHK総合）- MC

### ネット番組
- 爆チュー問題クリスマスライブ（2017年 -  （毎年クリスマス頃）、FOD）
  - 爆チュー問題コント（2017年 - 、FOD）

### ラジオ番組
現在
- JUNK 爆笑問題カーボーイ（1997年4月8日 - 、TBSラジオ）
- 爆笑問題の日曜サンデー（2008年4月6日 - 、TBSラジオ）

過去
- 腹よじれAGOHAZUSHI連盟（1989年10月9日 - 1990年3月30日、ニッポン放送）
- 爆笑問題のオモスルドロイカ帝国（1990年4月9日 - 1991年4月4日、ニッポン放送）
- オールナイトニッポン（TBSラジオ）
  - ビートたけしのオールナイトニッポン（1990年10月26日）- MC代理
  - 爆笑問題のオールナイトニッポン（1995年2月）
- 爆笑問題のスーパーギャングスペシャル（1991年9月、TBSラジオ）
- 恋する電リクBINGO BONGO（1994年10月 - 1995年9月、TBSラジオ） - 水曜隔週レギュラー
- セント・ギガ、サテラビュー連動ラジオ番組
  - 放課後の王様（1995年4月 - 1996年3月） - 火・木・土曜パーソナリティ
  - 爆笑問題のシリコン町内会（1996年4月 - 1997年3月） - 土曜パーソナリティ
  - 爆笑問題の突撃!スターパイレーツ（1997年6月 - 9月） - 月1回
- 週刊爆笑フォルテシモ（1995年10月 - 1996年3月、TBSラジオ）
  - 爆笑メゾフォルテ（1996年4月 - 1997年3月、「次はオレらだ!東京爆裂DJ」内番組）
- UP'S（TBSラジオ）
  - UP'Sスペシャル それゆけ歌謡大作戦（1996年7月10日） - 日替わりパーソナリティ
  - UP'Sスペシャル 爆笑問題'97（1997年1月） - マンスリーパーソナリティ
  - UP'Sスペシャル 爆笑問題スプリング（1997年3月） - マンスリーパーソナリティ
- 爆笑問題の爆問的10大ニュース（1997年12月31日、TBSラジオ）
- 爆笑問題のUSEN-MAN（2017年9月28日 - 2018年3月22日、SMART USEN）
- TBSラジオ開局70周年『大感謝祭』（2021年12月24日、TBSラジオ） - パーソナリティ、第1部：田中・第2部：太田
- 爆笑問題 ザ・ミュージック（2021年12月30日・2022年9月19日・2023年9月18日、NHKラジオ第1） - MC

### テレビドラマ
- マコトノハナシ 第4話「初笑い」（1992年1月4日、NHK総合）[注釈 10]
- ナイトドラマスペシャル 爆笑問題のおバカな人々（2000年9月29日、テレビ朝日） - ドラマ間のコント出演
- 慎吾ママドラマスペシャル おっはーは世界を救う（2001年1月8日、NHK総合）
- まるまるちびまる子ちゃん（2007年4月19日 - 2008年2月28日、フジテレビ）- 爆チュー問題 ※エンディングコーナー
- 和田アキ子殺人事件（2007年2月12日、TBS） - 本人（「サンデージャパン」キャスター）
- 手塚×石ノ森 ニッポンマンガ創世記（NHK BSプレミアム） - 手塚役:太田、石ノ森役:田中
  - 第一夜 ドキュメンタリードラマ 手塚治虫編「神様 最後の一日」（2013年7月6日）
  - 第二夜 ドキュメンタリードラマ 石ノ森章太郎編 「神様への鎮魂歌」（2013年7月13日）

### 映画
- バカヤロー!2 幸せになりたい。（1989年）
  - バカヤロー!4 YOU! お前のことだよ（1991年）
- おいしい結婚（1991年）
- たどんとちくわ（1998年）
- エンカウンター3D（1999年） - 博士役:太田光、マックス役:田中裕二（日本語吹替）
  - 3D迷宮事件（2004年） - 博士役:太田光、マックス役:田中裕二（日本語吹替）
- 模倣犯（2002年）
- 実りゆく（2020年） - 本人役
- 漫才協会 THE MOVIE 舞台の上の懲りない面々（2024年3月1日、KADOKAWA/ミックスゾーン/中京テレビ放送/ミラクルヴォイス[83]）友情出演 ※ドキュメンタリー映画

### アニメ映画
- 魔法の剣 キャメロット（1998年）- デボン役:田中、コーンウォール役:太田（日本語吹替）
- よなよなペンギン（2009年、マッドハウス） - 闇の帝王ブッカー・ブー役:田中、おデブのザミー役:太田

### ゲーム
- TIZ -Tokyo Insect Zoo-（1995年） - ザッカ役:太田・カミキリ役:田中（声の出演）
- ワリオの森 爆笑バージョン（サテラビューで配信されたオリジナルゲーム）
- お笑い神経衰弱 爆笑!人間トランプ - TBSラジオ主催「赤坂お笑いDOJO」が50回記念のWindows専用のゲーム
- クイズ雑学王DS（株式会社カムイより2010年2月11日発売） - 司会（声の出演）

### CM
- トステム（1993年 - 1994年）- 太田のみ
- 日清紡「SUPER SOFT｣（1993年 - 1994年）- 太田のみ
- リンレイ（1994年 - 1996年）- 太田のみ
- コニカ「撮りっきりコニカ」（1994年）
- 郵政省「簡易保険」（1995年 - 1996年）- ラジオ CM
- トヨタ自動車
  - スパシオ（1997年 - 2000年）
  - T-Value（2010年 - 2016年）
- 日本マイクロソフト（1997年）- ラジオ CM
- 東洋水産「1998麺」（1997年 - 1998年）
- ジャックス「JACCSカード」（1998年 - 1999年）
- ブルボン「味ごのみ」（1998年）
- 東京テレメッセージ「New-pプレス」（1998年 - 1999年）
- エプソン「プリントン」（1998年 - 1999年）
- 日本新聞協会（1999年）
- 永谷園（1999年 - 2005年）
- 宝島社「VOW」（1999年）
- アサヒビール
  - スーパーモルト（2000年）- 太田のみ
  - カクテルパートナー（2006年 - 2008年）
- サントリー
  - モルツ（2001年）
  - ダイエット〈生〉（2001年 - 2002年）
- 池田模範堂「ムヒ」（2002年 - 2004年）
- 日本生命「新・生きるチカラ」（2003年）
- リコー「IPSiO」（2004年 - 2005年）
- エン・ジャパン「転職は慎重に」（2006年 - 2007年）
- 万有製薬→MSD「AGA」（2006年 - 2012年9月）
- スカパーJSAT「スカイパーフェクTV テレビに自由を」（2007年）- 太田のみ
- ゼファー「サクラディア」（2007年 - 2008年）- 太田のみ
- NTTドコモ「Answer」（2008年 - 2011年）
- 日本中央競馬会「サプライズ」（2009年）
- 明治製菓「キシリッシュ MINTZ」（2010年）- 太田のみ
- 日本ハム「彩りキッチン」（2011年 - 2012年）[84]
- P&G「ジョイ」（2019年 - 2021年）- 田中のみ
- U-NEXT（2019年 - 2020年） - 太田のみ・今田美桜と共演[85][86]
- サントリーウエルネス「ロコモア」（2024年 - ）- 田中のみ

### CD
- 爆笑問題のハッピー・タイム歳事記（アルバム、SPEビジュアルワークス）
  - 歳時記と銘打ち、12ヶ月に新たに別名を付け、12篇のその月に行なわれそうな行事や風習が「スネークマンショー」的なシュールさと『世にも奇妙な物語』にありそうな奇妙な設定で展開されるコントが収録されたコントCD。
- スーファミショー歌（シングル、セント・ギガ） 非売品。ラジオ「放課後の王様」の企画で100枚限定で製作され、聴取者にプレゼントされた。

※「爆チュー問題」名義の作品は爆チュー問題の項を参照。

### ビデオ・DVD
- 2006 上半期 漫才『爆笑問題のツーショット』（2006年7月28日）
- 2006 下半期 漫才『爆笑問題のツーショット』（2007年1月31日）
- 2006 漫才『爆笑問題のツーショット』完全版（2枚組）（2007年1月31日）
- 2007上半期 漫才 『爆笑問題のツーショット』 Maniac Edition（2枚組）（2007年7月27日）
- 2007上半期 漫才『爆笑問題のツーショット』（2007年7月27日）
- 2007下半期 漫才『爆笑問題のツーショット』（2008年1月31日）
- 2007 漫才 『爆笑問題のツーショット』 完全版（2枚組）（2008年1月31日）
- 2008漫才 『爆笑問題のツーショット 』通常版（2008年10月31日）
- 2008漫才 『爆笑問題のツーショット 』20周年記念エディション（2枚組）（2008年10月31日）
- 2010年度版 漫才 『爆笑問題のツーショット 』～2009年総決算～（2010年1月29日）
- 2011年度版 漫才 『爆笑問題のツーショット 』～2010年総決算～（2011年1月26日 ）
- 2012年度版 漫才 『爆笑問題のツーショット 』～2011年総決算～（2012年1月25日）
- 2013年度版 漫才 『爆笑問題のツーショット』（2013年5月22日）
- 2014年度版 漫才 『爆笑問題のツーショット』（2014年6月4日 ）
- 2015年度版 漫才 『爆笑問題のツーショット』（2015年6月3日）
- 2016年度版 漫才 『爆笑問題のツーショット』（2016年6月29日）
- 2017年度版 漫才 『爆笑問題のツーショット』（2017年6月21日）
- 『爆笑問題のツーショット 2018 結成30周年記念Edition ～爆笑問題が選ぶBest Selection～』（2018年12月19日）
- 2019年度版 漫才 『爆笑問題のツーショット』（2019年6月26日）
- 2020年度版 漫才 『爆笑問題のツーショット』（2020年12月2日）
- 爆笑問題×東大　東大の教養（2007年4月25日）
- 爆笑問題のニッポンの教養スペシャル 爆笑問題×慶應義塾 2030の衝撃（2008年4月23日）
- 爆笑問題のニッポンの教養 DVD-BOX（5枚組）（2008年10月31日）
  - 爆笑問題のニッポンの教養vol.1
  - 爆笑問題のニッポンの教養vol.2
  - 爆笑問題のニッポンの教養vol.3
  - 爆笑問題のニッポンの教養vol.4
  - 爆笑問題のニッポンの教養vol.5
- 爆笑問題のハッピー・タイム（SPEビジュアルワークス）
- 大爆笑問題（ポリグラム）
- 爆笑問題のウマでもわかる競馬基礎講座（フジテレビ映像企画部/FCC・販売元:ポニーキャニオン）
- new treasureship（日本ビクター・販売元:ビクターエンタテインメント）
- 七福人（日本ビクター・販売元:ビクターエンタテインメント）
- 爆笑問題のススメ（バップ）
- 中学王 (進研ゼミ受講者に付録として配布されたビデオ)
- 佐川君の一週間 ※佐川一政との共演 （ビデオ安売王）

※「爆チュー問題」名義の作品は爆チュー問題の項を参照。

## 出版

### 雑誌連載
- テレビブロス「天下御免の向こう見ず」 - 太田の小説と田中の紙粘土工作で、世相を表現する内容。なお、太田は連載当初は小説ではなく時事問題に対する自らの意見を掲載していた。
- 週刊プレイボーイ「爆笑問題の世紀末ジグソーパズル」→「爆笑問題の太田の本音 田中の弱音」→「爆笑問題の笑えるニュース解説」
- 宝島30→WIRED→サイゾー→WiLL→Hanada「爆笑問題の日本原論」 - 漫才調で書かれている。『Will』→『Hanada』は保守論壇雑誌であるが、前述のとおり「あくまでネタであり政治主張をしているわけではない」のと「連載自体が転々としているのでどの雑誌でもいい」という理由で連載をしており、町山智浩から「場違いという意識はあるか」と聞かれたが、それについても「ない」と答えており、掲載誌を読むこともせず「もともと自分の文章も読み返したくない」とも述べている[22]。なお、『WILL』→『Hanada』の編集長の花田紀凱は、かねてからお笑い芸人としての爆笑問題を絶賛しており、2002年には「爆笑問題にはぼくが雑誌をやり続けている限り、登場してほしい」といった発言をしている[87]。
- ダ・ヴィンチ「爆笑問題の日本史原論」

### 書籍
歴史や時事問題などについて漫才形式で書かれているもの（「日本原論」シリーズなど）が多い。しかし、太田によれば「爆笑問題」名義で作中でも田中が登場するにもかかわらず、太田が1人で執筆することが殆どで田中は作業には参加していない。田中は「名前貸しみたいなもんです」と話している。また、原稿料は田中にも配分されている。また日本原論内でもこの事に言及することがあり、特に太田が田中のセリフを勝手に本人の主張と違うものにする事が多く、その時はすぐに訂正のツッコミが入るのが恒例。
日本原論シリーズ
1. 『爆笑問題の日本原論』宝島社（1997年2月）
2. 『爆笑問題の日本原論2000』メディアワークス（1999年12月）
3. 『爆笑問題の日本原論 2』幻冬舎文庫（2002年12月）
4. 『爆笑問題の日本原論世界激動編』幻冬舎（2002年5月）
5. 『こんな世界に誰がした』幻冬舎（2004年1月）
6. 『偽装狂時代 爆笑問題の日本原論5』幻冬舎（2006年5月）
7. 『大恐慌時代 爆笑問題の日本原論6』幻冬舎（2009年9月）
8. 『爆笑問題の日本原論　自由にものが言える時代、言えない時代』太田出版（2015年4月 町山智浩との共著）
9. 『時事漫才　爆笑問題の日本原論』太田出版（2018年9月、爆笑問題コンビ30周年記念特別刊行[88]）

日本史原論シリーズ
1. 『爆笑問題の日本史原論』メディアワークス（2000年8月）
2. 『爆笑問題の日本史原論 偉人編』メディアワークス（2001年8月）
3. 『爆笑問題の日本史原論グレート』幻冬舎（2002年8月）
4. 『昭和は遠くになりにけり』幻冬舎（2003年7月）
5. 『日本史が人物12人でわかる本』幻冬舎（2004年7月）
6. 『ニッポンの犯罪12選』幻冬舎（2005年7月）
7. 『爆笑問題の戦争論』幻冬舎（2006年8月）
8. 『日と米』幻冬舎（2007年9月）
9. 『日本文学者変態論』幻冬舎（2009年3月）
10. 『爆笑問題の太閤記』幻冬舎（2010年9月）
11. 『爆笑問題の忠臣蔵』幻冬舎（2011年12月）
12. 『黒田官兵衛はなぜ天下を取らなかったのか?』幻冬舎（2014年3月）

爆笑問題のきょうのジョー（漫画・西本英雄）
1. 『爆笑問題のきょうのジョー 1』（共著）講談社（2001年7月）
2. 『爆笑問題のきょうのジョー 2』（共著）講談社（2001年9月）
3. 『爆笑問題のきょうのジョー 3』（共著）講談社（2001年11月）
4. 『爆笑問題のきょうのジョー 4』（共著）講談社（2002年5月）

世紀末ジグソーパズルシリーズ
1. 『爆笑問題の世紀末ジグソーパズル』集英社（1999年12月）
2. 『爆笑問題時事少年』集英社（2001年4月）
3. 『爆笑問題の今を生きる!』集英社（2003年4月）
4. 『爆笑問題のそんなことまで聞いてない』集英社（2004年4月）
5. 『爆笑問題のふざけんな、俺たち!』集英社（2005年4月）
6. 『風説のルール』集英社（2006年4月）
7. 『爆笑問題の清き一票を田中に!』集英社（2007年5月）
8. 『爆笑問題の（笑）』集英社（2008年5月）

天下御免の向こう見ずシリーズ
- 『天下御免の向こう見ず』二見書房（1997年10月）
- 『ヒレハレ草』二見書房（1999年10月）
- 『三三七拍子』二見書房（2001年3月）

爆笑問題カーボーイシリーズ（『カーボーイ』のコーナーを書籍化したもの）
- 『爆笑問題の学校VOW』宝島社（1999年4月10日）
- 『聴け。』アミューズブックス（2000年3月）
- 『爆笑問題のハインリッヒの法則 世の中すべて300対29対1の法則で動いている』祥伝社（2003年6月）

その他
- 『ファミスタ64公認ガイドブック』小学館（1998年1月）※インタビューに登場。太田・田中が（編集部のほうで）作成したオリジナルチームで試合が行われた。
- 『爆笑問題のピープル』幻冬舎（1998年6月）
- 『爆笑大問題』講談社（1999年1月）
- 『超爆笑大問題』講談社（2000年2月）
- 『爆笑問題の死のサイズ 新聞の死亡記事で読み解く、20世紀人物列伝』扶桑社（2000年6月）
  - 『爆笑問題の死のサイズ 上・下』扶桑社文庫（2002年7月）
- 『対談の七人』新潮社（2000年12月）
  - 『爆笑問題とウルトラ7』新潮社文庫（2002年12月）
- 『爆笑問題・パックンの英語原論』（共著）メディアワークス（2001年8月）
- 『爆笑問題のザ・コラム』講談社（2001年11月）
- 『バクマン!』（共著）幻冬舎（2002年5月）
- 『爆笑問題・パックンのニュースで英語を学ぶ本』（共著）幻冬舎（2002年11月）
- 『爆笑新聞』角川書店（2002年12月）
- 『爆笑問題の「文学のススメ」』新潮社（2003年10月）
- 『爆笑問題が読む龍馬からの手紙』情報センター出版局（2005年8月）
- 『だから言わんこっちゃない 崖っぷち会社信徒逆襲の手引き』小学館 （2008年12月）

## LINEスタンプ
- おしゃべり爆笑問題（2015年、タイタン） - 音声付きのLINEスタンプ。イラストはおおひなたごう。
- 爆笑問題 しゃべるスタンプ（2018年、タイタン）